# Volney Berkenbrock
Volney Berkenbrock (Forquilhinha, ca. 1964) é um sacerdote franciscano da Igreja Católica, teólogo, escritor e professor brasileiro. 

## Biografia
Terceiro filho de Max José Berkenbrock e Elisabeth Herdt, casal de pequenos agricultores que retiravam da terra, e alguns poucos animais, o sustento da família. Os irmãos de Volney são Vanda, Vilma, Valda, Vilson e Valberto (1967 - 2018).

## Dedicação religiosa
Volnei realizou os primeiros estudos no Grupo Escolar Frei Balthazar (Forquilhinha), e desde muito novo participava ativamente da comunidade católica local, sendo coroinha e atuando em encenações na igreja. Com apenas 11 anos de idade, deixou a família para estudar no Seminário São Francisco de Assis, localizado na cidade de Ituporanga (SC). Dois anos depois, foi para o Seminário Santo Antônio, em Agudos (SP).
Após o Noviciado em Rodeio (SC), emitiu, em 1979, os votos como membro da Província Franciscana da Imaculada Conceição do Brasil. Mudou-se para Petrópolis (RJ) para estudar Filosofia e Teologia no Instituto Teológico Franciscano. Em 1983, ingressou definitivamente na Ordem dos Frades Menores.
Em 1986, foi ordenado sacerdote por dom Osório Beber.
Em 1987, foi transferido novamente para Petrópolis como professor-assistente de Leonardo Boff. No ano seguinte, viajou para Alemanha, onde foi fazer seus estudos doutorais na Universidade de Bonn. Em 1995, defendeu a tese intitulada “Die Erfahrung der Orixás – Eine Studie  über die religiöse Erfahrung in Candomblé”, sob a orientação do Professor Dr. Hans Waldenfels.

## Educador
Quando regressou para o Brasil, Volney lecionou Instituto Teológico Franciscano.
Desde 1998, faz parte do quadro de professores da Universidade Federal de Juiz de Fora (MG), onde integra o programa de pós-graduação em Ciência da Religião no Instituto de Ciências Humanas e Letras.

## Obras
- Jogos e diversões em grupo
- Dinâmicas para encontros de grupo
- Dinâmicas para celebrações
- Histórias para dinamizar reuniões
- Teatro em comunidade
- A experiência dos Orixás[5]
- Sede de Deus - Orações do judaísmo, cristianismo e islã